# حصن المنترب
حصن المنترب، يقع في المنترب، سلطنة عمان مطلاً على واحة خصبة
من النخيل على أطراف رمال الشرقية التي تمثل موطناً للحجريين المنترب، ومدن الواحات الأخرى خلال الفترة من شهر يونيو إلى سبتمبر من كل عام أثناء موسم الحصاد.